# فضاپیمای جونو
جونو (به انگلیسی: Juno) نام فضاپیمای روباتیکِ بدونِ سرنشینِ ناسا است که در چهارم ژوئیهٔ ۲۰۱۶ در مدار قطبی سیاره مشتری قرار گرفت. این کاوشگر فضایی در پنجم اوت ۲۰۱۱ از فلوریدا به فضا پرتاب شده و شرکت لاکهید مارتین و مؤسسه تحقیقات جنوب غربی سازنده و پیمان‌کار هدایت آن هستند.
نیروی آن با انرژی خورشیدی تأمین می‌شود.
این فضاپیما در مدار قطبی این سیاره قرار گرفته تا ترکیب، میدان گرانشی، میدان مغناطیسی، و مَگنِتوسفِرِ مشتری را بررسی کند. جونو همچنین تلاش‌هایی برای یافتن سرنخ‌هایی در مورد چگونگی تشکیل شدن این سیاره، از جمله احتمالِ داشتنِ یک هستهٔ سنگی، مقدار آب موجود در ژرفای جوّ آن، توزیع انبوه جِرمی، و بادهای عمیق آن؛ که سرعت آن می‌تواند تا ۶۱۸ کیلومتر (۳۸۴ مایل) در ساعت برسد، خواهد داشت.
جونو دومین فضاپیمایی است که مدار مشتری را دور می‌زند؛ پس از فضاپیمای گالیله که از ۱۹۹۵ تا ۲۰۰۳ این سیاره را دور زد.
فضاپیمای جونو نیروی مورد نیاز خود را از آرایه‌های خورشیدی می‌گیرد، روشی که معمولاً توسط ماهواره‌های مستقر و مشغول به کار در مدار زمین یا در منظومهٔ شمسی درونی استفاده شده، در حالی که مولد گرما-الکتریک رادیوایزوتوپی معمولاً برای مأموریت به بخش بیرونیِ منظومهٔ شمسی و فراتر از آن استفاده می‌شود، با این حال، برای جونو، سه بال خورشیدی، که بزرگترین پانلی است که تا کنون بر روی کاوشگرهای سیاره‌ای مستقر شده، نقشی اساسی در ایجاد ثبات در فضاپیما و تولید قدرت بازی کنند.
نام این فضاپیما از اساطیر یونانی-رومی بر گرفته شده: ژوپیتر حجابی از ابرها برای پنهان کردن فساد خود، در اطراف خود جذب می‌کرد اما همسر او، الهه جونو، توانست به درون ابر بنگرد و ماهیت واقعی ژوپیتر را ببیند.

## نمای کلی

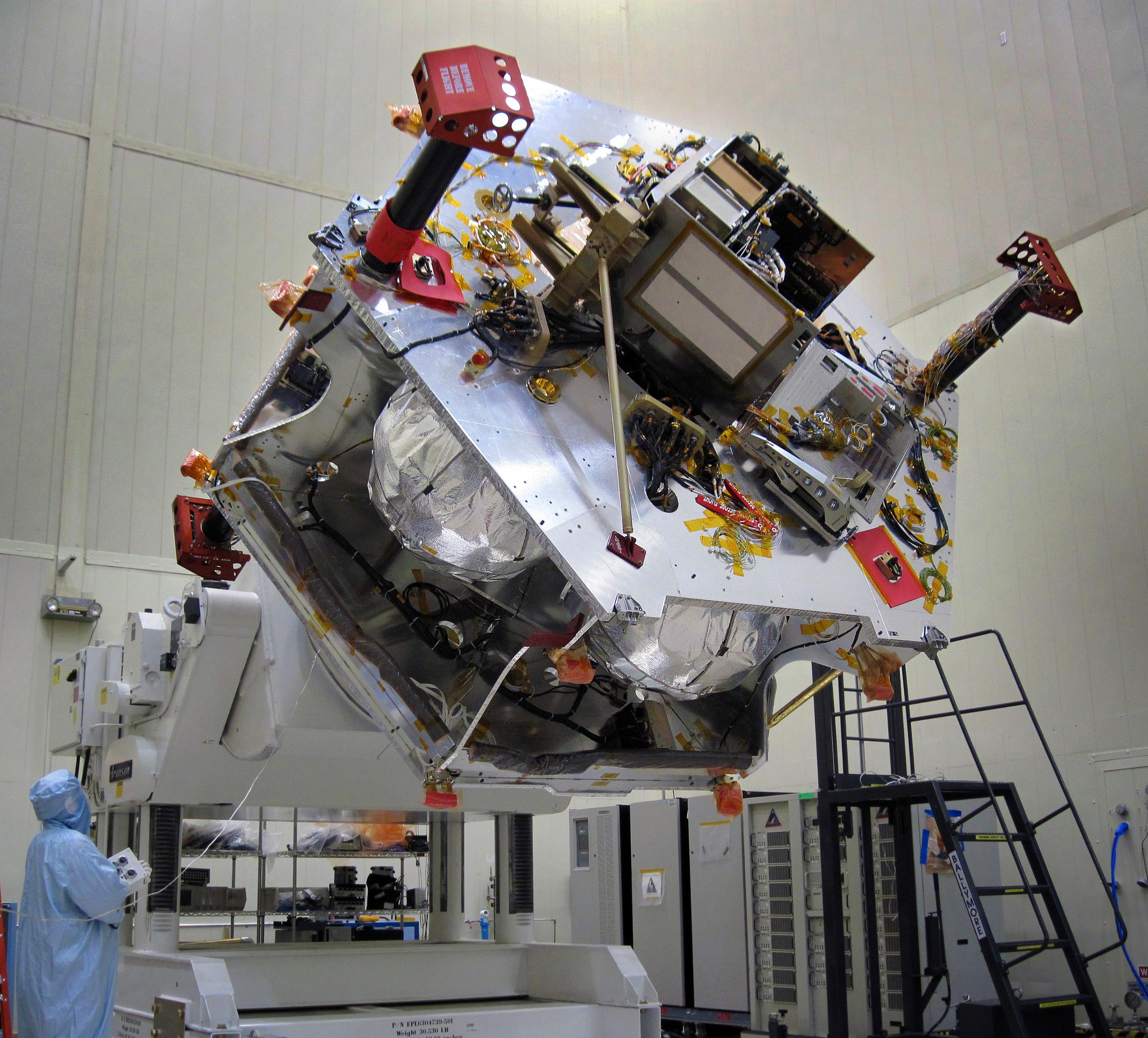
فضاپیمای جونو

پیمودن مسیر زمین تا مدار مشتری که برای جونو پنج سال به درازا کشید در ۴ ژوئیه، ۲۰۱۶ به پایان رسید. این فضاپیما یک فاصلهٔ تقریبی بیش‌تر از ۲٫۸ میلیارد کیلومتر (۱۸٫۷ واحد نجومی؛ ۱۷۴۰۰۰۰۰۰۰ مایل) را برای رسیدن به مشتری پیمود. این فضاپیما، در نقش یک مدارگرد، مدار مشتری را ۳۷ بار در دورهٔ از پیش برنامه‌ریزی شدهٔ ۲۰ ماه دُور خواهد زد. تلاش جونو برای استفاده از دریافتِ کمک گرانشی از زمین برای افزایش سرعت خود، دو سال پس از راه اندازیِ ۵ اوت ۲۰۱۱، در اکتبر ۲۰۱۳ به نتیجه رسید. در تاریخ ۵ ژوئیه ۲۰۱۶، فضاپیمای جونوبه انجام یک مانور برای کُند کردن سرعت خود به منظورِ ایجادِ امکانِ قرار گرفتن در مدار مشتری پرداخت. جونو دو بار این مدار ۵۳ روزه را؛ پیش از انجام مانور دیگری در تاریخ ۱۹ اکتبر که آن را به یک مدار قطبی ۱۴ روزه خواهد افکند، دُور خواهد زد.

## نگارخانه

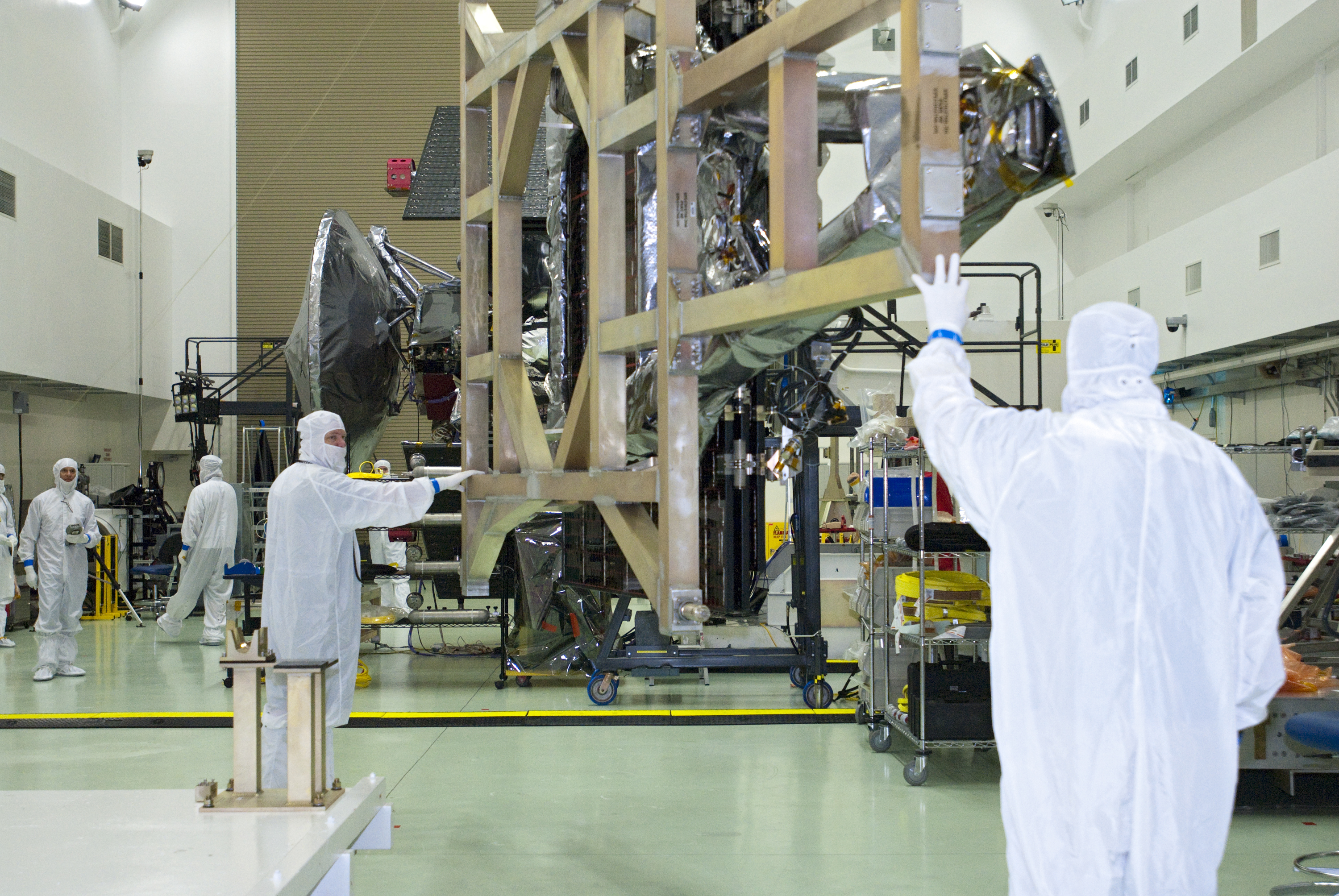
فضاپیما جونو در حال ساخت.
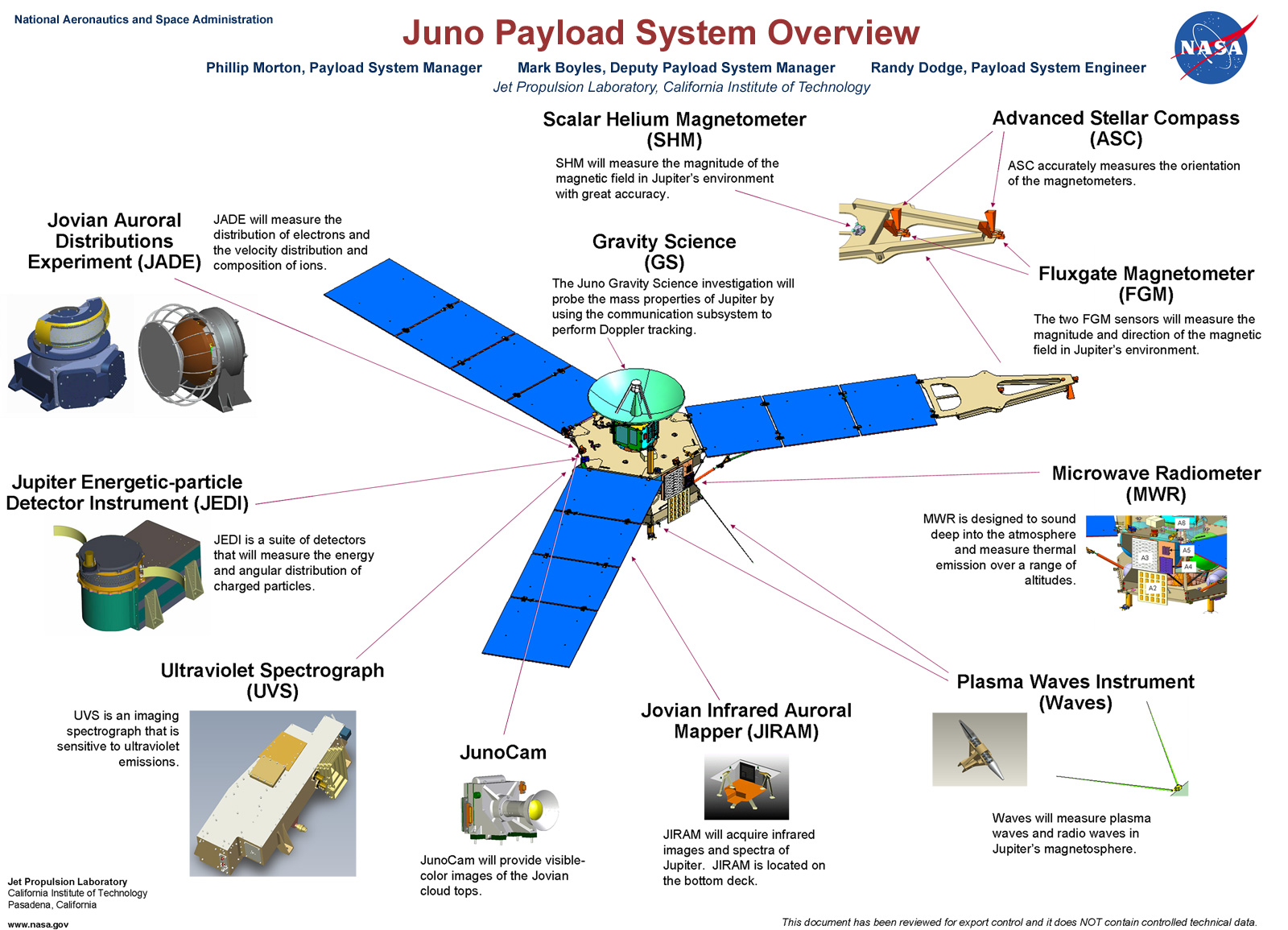
قطعات فضاپیما جونو.
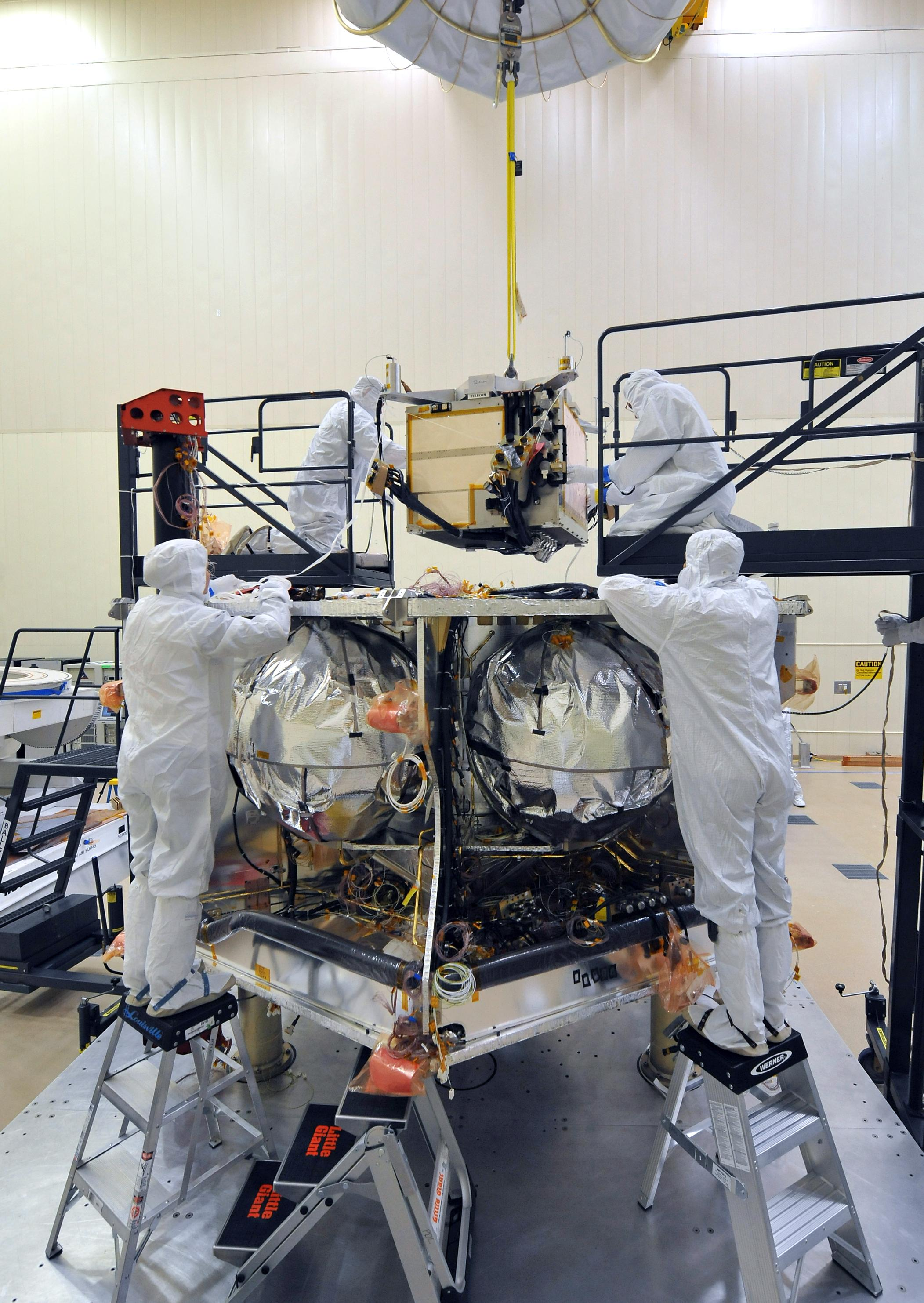
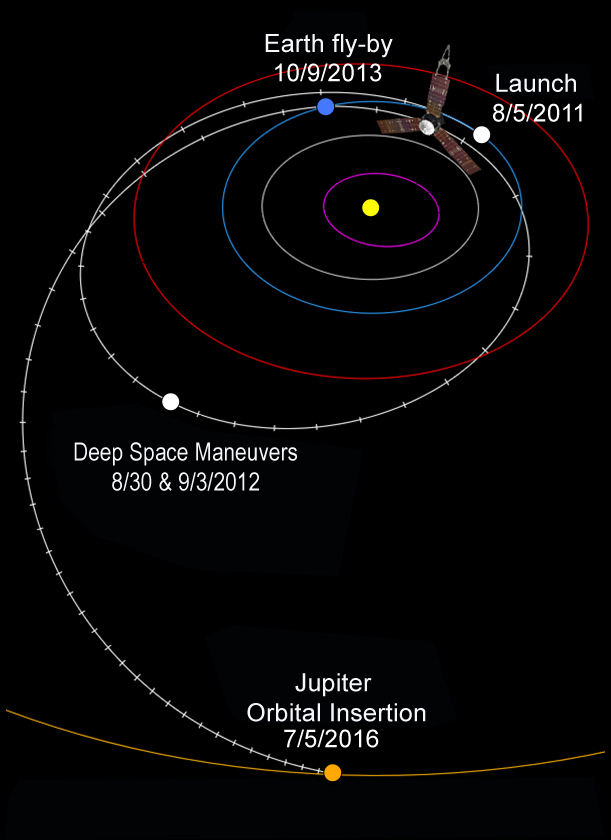
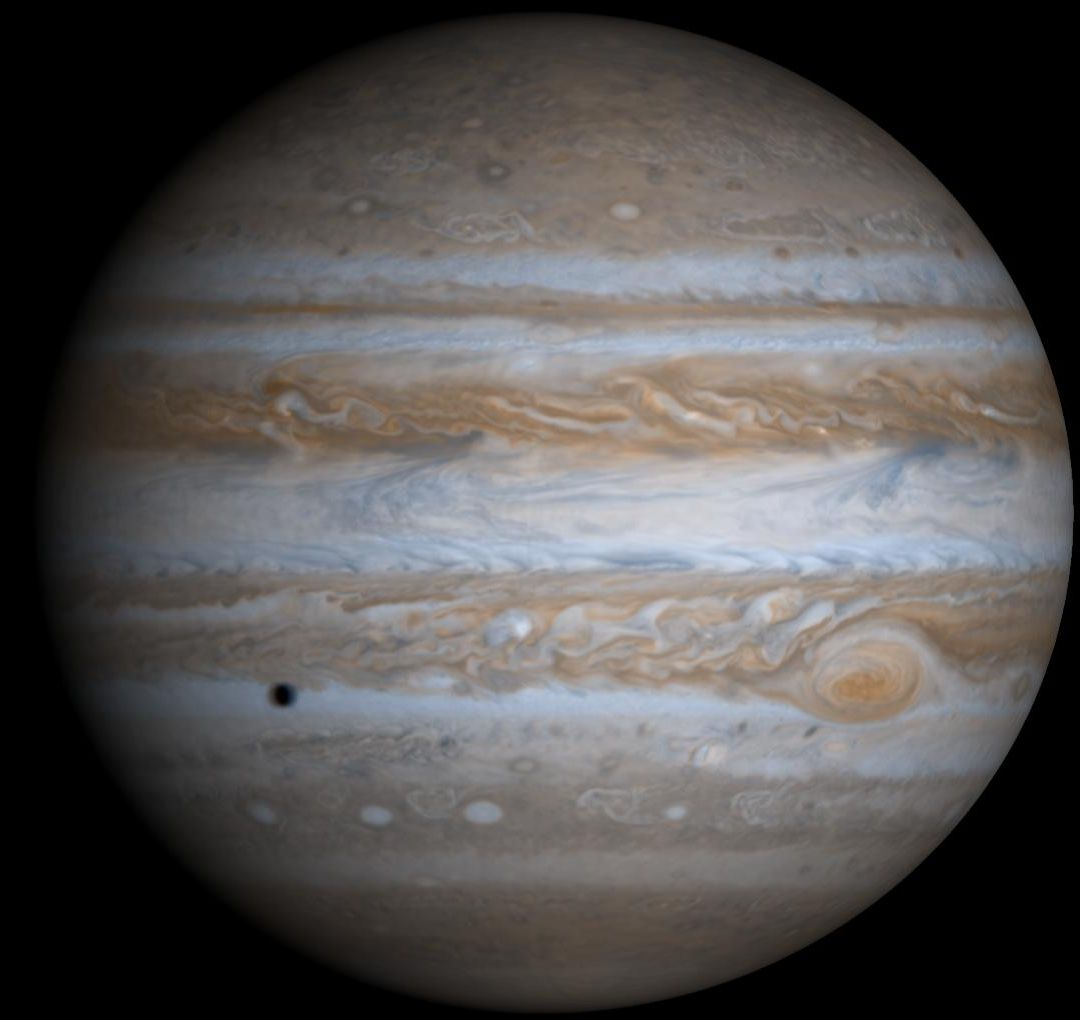
اولین عکس رنگی کامل مشتری از دوربین جونو.
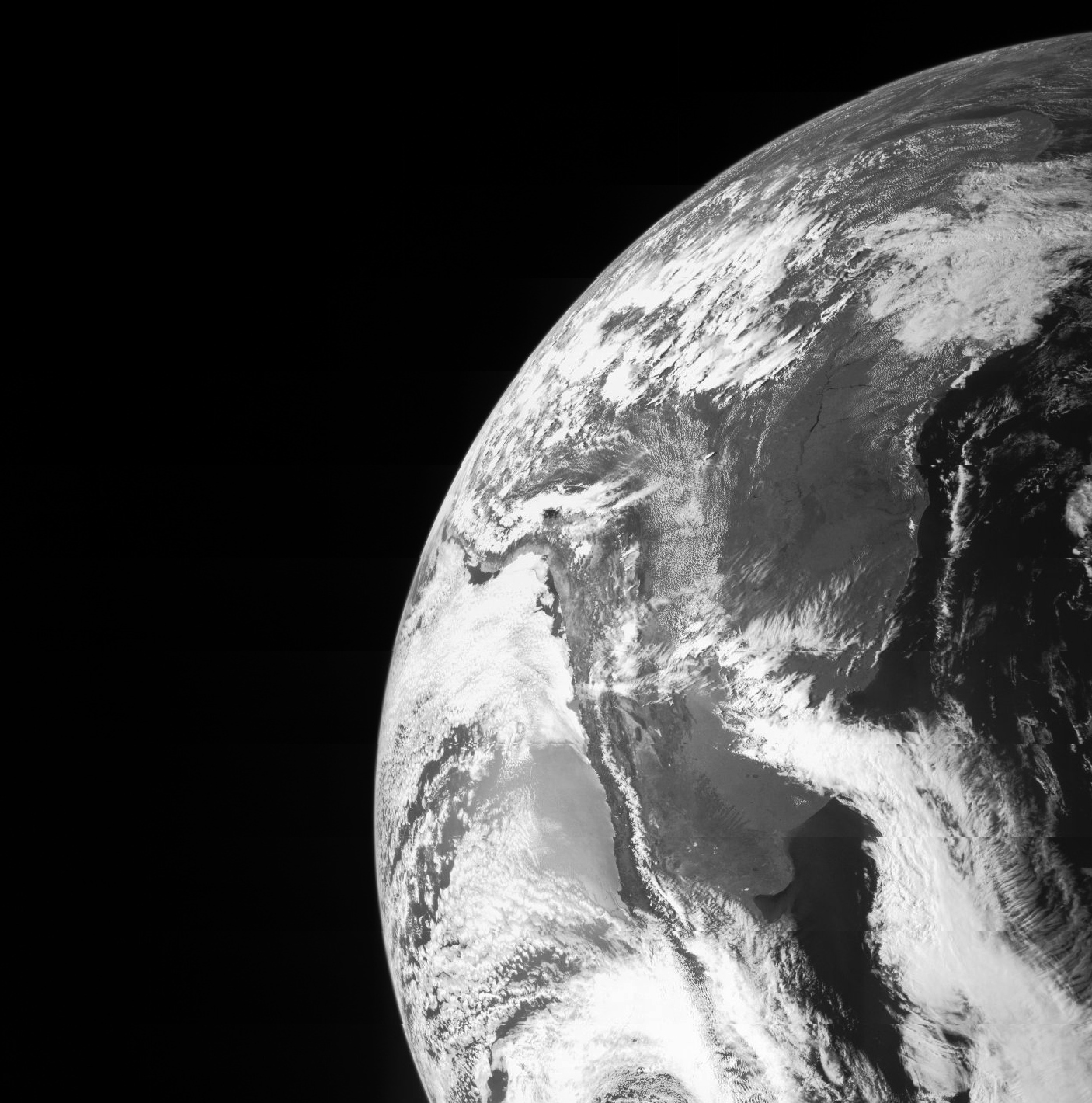
عکس گرفته شده از زمین پس از برخاستن.